# Tegastes pulcher
Tegastes pulcher is een eenoogkreeftjessoort uit de familie van de Tegastidae. De wetenschappelijke naam van de soort is voor het eerst geldig gepubliceerd in 1932 door Pesta.